# Serenity (actrice pornographique)
Pour les articles homonymes, voir Serenity.
Serenity (née le 29 octobre 1969 à Fort Leonard Wood (Missouri) est une actrice pornographique et stripteaseuse américaine.

## Biographie
Elle débute comme stripteaseuse et gagne le concours "Topless Dancer-World Championship" en 1993 à Las Vegas.
Serenity signe ensuite un contrat avec Wicked Pictures.
Elle a joué dans de nombreux films lesbiens, jusqu'en 2004.

## Récompenses
- 2006 : XRCO Hall of Fame
- 2005 : AVN Hall of Fame
- 2001 : AVN Award Meilleure actrice dans une vidéo (Best Actress - Video) pour M: Caught in the Act[2]
- 2000 : AVN Award Meilleure actrice dans une vidéo (Best Actress - Video) pour Double Feature[3]
- 1999 : CAVR Award - Fan

## Filmographie sélective
- 1999 : The Man Show, série tv de Bill Price
- 1999 : Action, série tv de Chris Thompson
- 1998 : Double Feature
- 1997 : Lost Angels
- 1996 : Hollywood Spa
- 1994 : The Devil in Miss Jones 5: The Inferno
- 1994 : Up and Cummers: The Movie
- 1993 : The Darker Side of Shayla 2
- 1993 : For the Money 1
- 1993 : Assent of a Woman
- 1993 : Immortal Desire
- 1993 : Inferno
- 1993 : En Garde!